# Фухимори, Альберто
Альбе́рто Кэ́нъя Фухимо́ри (Фудзимо́ри) (исп. Alberto Ken'ya Fujimori Inomoto, яп. 藤森 謙也; 26 июля 1938, Лима, Перу — 11 сентября 2024, Лима) — перуанский политик японского происхождения, президент Перу с 28 июля 1990 по 17 ноября 2000 года. Во время своего президентства Фухимори провёл ряд экономических преобразований в духе неоконсерватизма. Его правление сопровождалось установлением авторитарного режима, нарушениями прав человека и организацией «эскадронов смерти» для борьбы с леворадикальными движениями. Обвинялся в том, что в его правление сотни тысяч человек из беднейших слоёв населения были подвергнуты принудительной стерилизации. Являлся первым в Перу президентом-азиатом.

## Приход к власти
Фухимори родился в Лиме в семье эмигрировавших в 1934 году из Японии Наоити Фудзимори и Муцуэ Иномото. Образование по специальностям «агроном» («инженер-мелиоратор»), «математик» и «физик» получал в Национальном сельскохозяйственном университете, Страсбургском университете во Франции и Висконсинском университете в США, где и получил учёную степень по математике. Был ректором Национального сельскохозяйственного университета Перу и президентом Ассоциации ректоров университетов в Перу. Кроме того, с 1988 года он вёл телевизионное шоу на государственном канале Перу.
На президентских выборах 1990 года Фухимори, прозванный в народе el chino («китаец»), рассматривался в качестве «тёмной лошадки», поэтому его победа над всемирно известным перуанским прозаиком и драматургом Марио Варгасом Льосой стала неожиданностью.
Также, учитывая тот факт, что японской нацией испокон веков правит Императорский дом, Фухимори стал вторым в истории японцем после президента Республики Эдзо Эномото Такэаки который стал главой какого-либо государства, не являясь при этом членом монаршего дома.

## Экономическая политика
Своё первоочередное задание выдвиженец финансовых кругов страны видел в ликвидации результатов правления своего предшественника, президента Алана Гарсии Переса, национализировавшего банки и часть крупных предприятий. Поэтому Фухимори провозгласил курс монетаристских неолиберальных и неоконсервативных реформ, сводившихся к тотальной приватизации, которая затронула даже стратегические предприятия и железные дороги. Значительная часть идеологии реформ, в том числе концепции стандартизации и упрощения оборота земли и недвижимости, а также укрепления гражданских свобод были разработаны под руководством экономиста Эрнандо де Сото в Институте свободы и демократии.
Действия Фухимори принесли стабилизацию макроэкономических показателей в период экономического подъёма в середине 1990-х годов. Однако социальные последствия таких преобразований, в том числе обнищание значительной части населения, оказались очень серьёзными.

## Переворот 1992
После прихода к власти Фухимори оппозиционные ему левоцентристские партии ФРЕДЕМО и АПРА сохраняли за собой большинство в обеих палатах парламента. Фухимори считал, что такой состав Конгресса мешает ему проводить неолиберальные экономические реформы и ограничивает его полномочия. Поэтому 5 апреля 1992 года президент инициировал «самопереворот» (autogolpe, также называемый «Фухи-переворотом»), который являлся свержением собственного правительства с целью расширить собственные полномочия и распустить Конгресс. Распустив Конгресс, в ноябре 1992 года президент провёл новые выборы, добившись большинства для созданной перед выборами собственной партии. Таким образом, Фухимори получил практически неограниченную авторитарную власть, которую закрепил проведённый в октябре 1993 года референдум по новой конституции, серьёзно расширившей полномочия президента.
Несмотря на негативную реакцию многих стран на узурпацию власти президентом Перу (Венесуэла разорвала со страной дипломатические отношения, а Аргентина отозвала посла), в самом Перу рейтинг поддержки Фухимори повысился до 73 %. Переворот был в целом поддержан Соединёнными Штатами Америки, которые только осудили возможность применения силовых методов. К захвату власти в условиях начатого президентом конституционного кризиса готовились и военные, однако малоизвестный капитан службы госбезопасности Владимиро Монтесинос предупредил Фухимори об угрозе его свержения, и тот на некоторое время укрылся в японском посольстве. Вскоре после этого Монтесинос становится министром внутренних дел.

## Борьба с леворадикальными движениями
С 1992 года Фухимори использовал жёсткие методы для подавления крупнейших леворадикальных движений внутри страны — маоистов из «Сендеро Луминосо» («Сияющего пути») под командованием Абимаэля Гусмана и индейского марксистско-ленинского Революционного движения имени Тупака Амару. Со стороны президента приветствовалось не только физическое устранение лидеров движений, но и террор в отношении целых деревень и регионов, поддерживавших их, а также самосуды со стороны крестьян, выступавших против грабежа со стороны боевиков.
Для борьбы с повстанческими движениями Фухимори использовал концентрационные лагеря, а также закрытые военные суды, позволявшие практически без судебного разбирательства уничтожать повстанцев. Изданный в 2003 году доклад специальной комиссии показывает, что вооружённые силы Перу выдавали убитых ими же крестьян за жертв повстанцев. Первым крупным успехом режима Фухимори был захват руководителя «Сендеро Луминосо» Абимаэля Гусмана и восьми его помощников 12 сентября 1992 года. В обмен на обещания сохранить ему жизнь Гусман обратился по телевидению к единомышленникам с призывом прекратить вооружённую борьбу. Осуждение большинства руководителей «Сендеро Луминосо» стабилизировало внутреннюю ситуацию, что позволило Фухимори победить на президентских выборах в 1995 году.

## Второй срок
Фухимори был переизбран на пост президента в апреле 1995 года, победив бывшего Генерального секретаря ООН Хавьера Переса де Куэльяра. В значительной мере это объясняется успехами Фухимори в борьбе с радикальными организациями, а также молниеносной победой в пограничном конфликте с Эквадором в январе 1995 года. В результате этого конфликта была проведена коррекция границ в области Орьенте, споры об обладании которой ведутся двумя странами с XIX века, в пользу Перу. Одновременно перуанский президент добился уступок и со стороны Чили в территориальном споре за южные земли, территориальная принадлежность которых остаётся неопределённой со времени подписания Анчонского договора 1883 года. Одним из первых шагов Фухимори после избрания на второй срок стала амнистия, объявленная всем перуанским военным и полицейским, обвинённым в нарушении прав человека с 1980 по 1995 год.

### Захват заложников в японском посольстве
В результате Фухимори смог начать финальное наступление на силы повстанцев. Революционное движение имени Тупака Амару, продолжавшее сопротивление, в свою очередь, нанесло ответный удар: 17 декабря 1996 года 14 повстанцев захватили японское посольство с находившимися там пятью сотнями гостей, собравшимися на празднование по случаю 63-летия императора Акихито.
Захватчики потребовали пересмотра неолиберальных реформ правительства, освобождения 400 участников движения и отставки Фухимори. Вскоре большая часть заложников была освобождена, а к оставшимся в посольстве 76 заложникам не применялись жёсткие меры воздействия. Захватчики разрешили заложникам получать передачи от родственников и даже установили с некоторыми из них товарищеские отношения. Тем временем помощники Фухимори выбирали момент для проведения операции по силовому захвату, пользуясь для этого информацией, которую передавал один из заложников, бывший офицер ВМС Перу. 22 апреля 1997 года Фухимори отдал приказ к началу операции под кодовым названием «Чавин-де-Уантар» в честь известного археологического памятника Перу. 140 бойцов спецназа пошли на штурм посольства в то время, как 12 из 14 захватчиков играли в футбол. Застигнутые врасплох, они не оказали сопротивления, поэтому заложники были освобождены в считанные минуты. В ходе операции погибли двое военнослужащих и один заложник, группой захвата все повстанцы (включая женщин) были уничтожены.

### Проблемы
Последующая политическая карьера Фухимори была поставлена под сомнение в результате развода с женой в 1994 году. После развода жена Фухимори создала собственную политическую партию, выступившую против политики её бывшего мужа, который, в свою очередь, оставил у себя дочь.
Чтобы получить возможность сохранить за собой власть после 2000 года, в августе 1996 года президент Перу инициировал принятие Конгрессом закона, позволившего ему баллотироваться на третий срок.

## Отставка и эмиграция
Единственный соперник на президентских выборах 2000 года Алехандро Толедо во втором туре, состоявшемся 28 мая, снял свою кандидатуру, мотивируя это тем, что перуанская судебная власть никак не реагирует на грубые нарушения избирательного процесса. Объявленный победителем Фухимори, опасаясь акций протеста, предложил пост премьер-министра представителю оппозиции Федерико Саласу. Однако осенью 2000 года была обнародована видеозапись, на которой была запечатлена дача Владимиро Монтесиносом оппозиционному депутату Коури взятки в 15 миллионов долларов за переход в партию Фухимори «Перу 2000». Скандалы с подкупом депутатов и с участием бывших перуанских военных в контрабанде оружия для колумбийских повстанцев заставили Фухимори отказаться от власти.
13 ноября 2000 года Альберто Фухимори покинул страну, направившись в Бруней на форум АСЕАН. 16 ноября Валентин Паниагуа принял на себя исполнение полномочий президента, и на следующий день Фухимори спешно покинул Бруней и прилетел в Японию, где он в экстравагантной манере (по факсу) заявил о своей отставке с поста президента, а также запросил политическое убежище. Перуанский Конгресс не принял его добровольной отставки через факс и отрешил его от должности с формулировкой «стойкая моральная несостоятельность» (за — 62 , против — 9, воздержались — 9). Обосновавшись в Японии, Фухимори намеревался вновь выдвинуться на пост президента Перу, общаясь по интернету с потенциальными избирателями, в то время, как прокуратура Перу возбудила против Фухимори несколько уголовных дел, а затем неоднократно добивалась выдачи Фухимори по линии Интерпола, но Япония отказала в выдаче Фухимори на основании конституции, запрещающий выдачу собственных граждан либо граждан иных государств, имеющих прямое японское происхождение. В 2002 году Фухимори принял приглашение баллотироваться в верхнюю палату японского парламента от небольшой политической партии в надежде получить дипломатический иммунитет, но потерпел неудачу.
В октябре 2005 года Фухимори заявил, что намеревается принять участие в президентских выборах в Перу в апреле 2006 года, не взирая на десятилетний запрет занимать государственные должности. 7 ноября 2005 года бывший перуанский президент, не имея дипломатического иммунитета, неожиданно для многих прибыл в Чили, где и был арестован на основании ордера Интерпола. Перуанское правительство подало запрос на его экстрадицию 3 января 2006 года. 6 января 2006 года Фухимори был зарегистрирован своей дочерью Кейко Софией в качестве кандидата на пост президента, однако уже 10 января кандидатура была дисквалифицирована. 21 сентября 2007 года чилийское правосудие в лице Верховного суда удовлетворило запрос на экстрадицию Фухимори, и перуанская полиция немедленно отправила самолёт, доставивший экс-президента в сопровождении начальника национальной полиции, четырёх офицеров Интерпола и врачей из Сантьяго в Лиму 23 сентября 2007 года.

## Судебный приговор
11 декабря 2007 года Верховный суд Перу приговорил Фухимори к шести годам тюрьмы и штрафу в 92 тысячи долларов за злоупотребление властью. Фухимори стал первым демократически избранным главой государства, экстрадированным в свою страну и осуждённым за нарушение прав человека.
Днём ранее начался ещё один процесс, по которому Фухимори проходил в качестве подсудимого. В результате судебного процесса 7 апреля 2009 года был приговорён специальным трибуналом к тюремному заключению сроком на 25 лет за организацию «эскадронов смерти», ответственных за убийство 25 человек в начале 1990-х годов. После оглашения приговора Фухимори заявил, что он собирается обжаловать приговор.
Дочь бывшего президента, Кейко Фухимори, которая в то время являлась членом парламента Перу, подвергла резкой критике эти судебные процессы.
В июле 2009 года Фухимори был приговорён к 7,5 годам заключения за взятку в 15 миллионов долларов, которую он заплатил главе Национальной разведывательной службы Перу Владимиро Монтесиносу, а в сентябре 2009 года — ещё к 6 годам за организацию незаконного прослушивания телефонных переговоров и использование бюджетных средств для подкупа журналистов, политиков и бизнесменов во время предвыборной кампании 2000 года (в обоих случаях Фухимори свою вину признал).
24 декабря 2017 года глава государства Перу Педро Кучински помиловал Альберто Фухимори, который отбывал 25-летнее заключение за коррупцию и другие преступления. 3 октября 2018 года по решению суда помилование Фухимори было отменено, ему было приказано вернуться в тюрьму для отбытия наказания. Вскоре после этого перуанский Конгресс принял закон, по которому престарелым заключённым, отбывшим не менее трети срока, разрешают перейти под домашний арест при условии ношения электронного браслета. Инициатором законопроекта была фухимористская Народная сила, контролирующая значительное количество мест в Конгрессе. Законопроект был раскритикован многими другими политическими силами за, по их мнению, явную направленность в пользу Альберто Фухимори, несовместимость с национальным законодательством и процедурные нарушения при рассмотрении.
17 марта 2022 года Конституционный суд Перу постановил освободить 83-летнего Фухимори. Президент страны Педро Кастильо заявил, что не согласен с данным решением и намерен оспорить его в международных судах.
8 апреля 2022 года Межамериканский суд по правам человека отменил решение Конституционного суда и обязал Перу не освобождать Фухимори.
5 декабря 2023 года его немедленно освободили по постановлению Конституционного суда Перу. Это последовало за предыдущим постановлением суда, согласно которому решение было передано в суд низшей инстанции в Ика, который вернул дело в Конституционный суд, сославшись на отсутствие полномочий. На следующий день он был освобождён из тюрьмы Барбадильо в Лиме, после чего его встретили его дети Кейко и Кэндзи, а также толпа сторонников.

## Болезнь и смерть
В течение нескольких лет у Фухимори был ряд проблем со здоровьем, включая коронарные и желудочно-кишечные проблемы. К концу своей жизни он страдал от рака. Фухимори скончался от этой болезни в Сан-Борхе, Лима, 11 сентября 2024 года в возрасте 86 лет. Сообщалось, что он умер в доме своей дочери Кейко.

## Награды
- Орден Белого слона (Таиланд, 1996[31])
- Орден Южного Креста (Бразилия, 1999[32])
- Орден Короны Королевства (Малайзия, 1996[33])
- Орден Звезды Румынии (Румыния, 1998[34])
- Орден Святых Михаила и Георгия (Великобритания, 1999[35])